# 陶棺

手前3基が土師質亀甲形、奥が須恵質四注式陶棺（津山市の津山郷土博物館）

陶棺（とうかん）とは、粘土を焼いて作った棺の一種である。本項では古墳時代の日本における陶棺について説明する。

## 概要
古墳時代後期～終末期の古墳に見られ、土師器の物と須恵器の物がある。
形態は亀甲形と家形があり、家形陶棺には蓋の屋根形が切妻式と四注式がある。底部には低い中空円筒形脚が多数付いている。
出現の背景には窯業技術の発達があり、近畿・中国地方に多く分布している。

## 陶棺が出土した古墳

### 近畿地方
- 信太千塚古墳群（群集墳、大阪府和泉市）
- 玉手山古墳群（大阪府柏原市）
- 堂山古墳群（大阪府大東市）
- 五月丘古墳（円墳、大阪府池田市）

### 中国地方
- こうもり塚古墳（前方後円墳、岡山県総社市）

## ギャラリー

亀甲形
井之上古墳出土棺 山梨県笛吹市。國學院大學博物館展示。
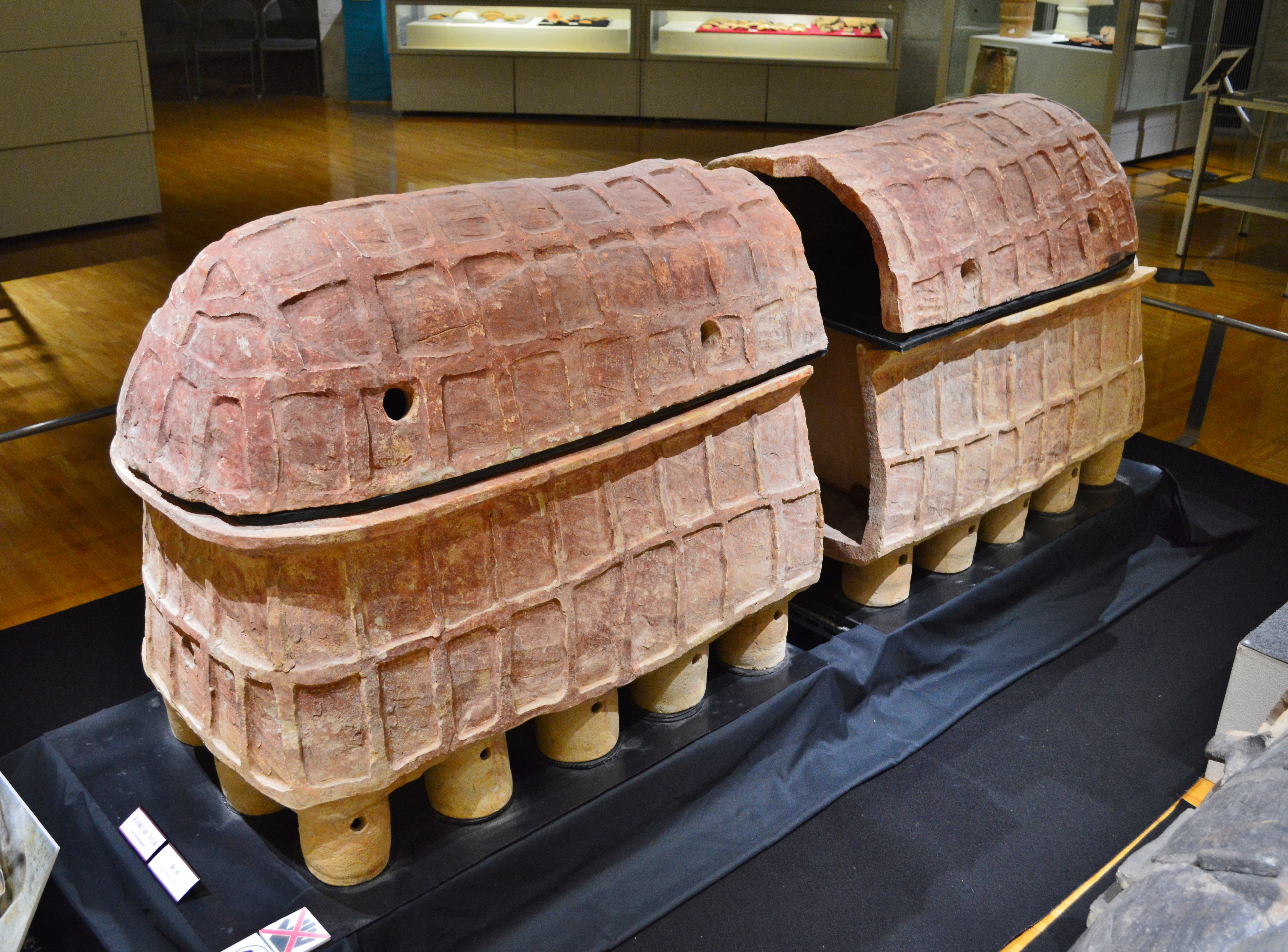
赤田横穴群5号墓出土棺 奈良県奈良市。大阪府立近つ飛鳥博物館企画展示時に撮影。
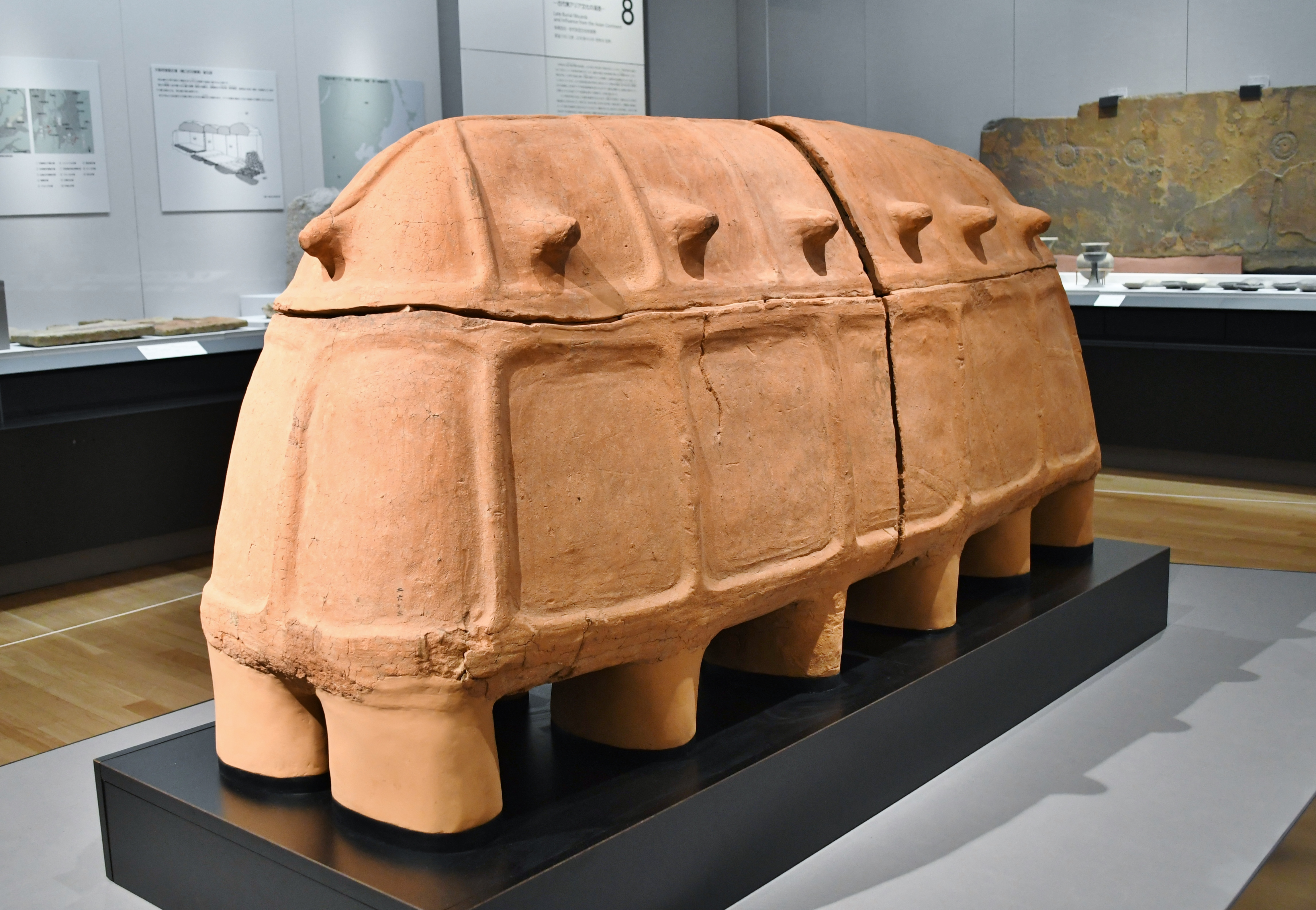
美作市野形出土棺 岡山県美作市。東京国立博物館展示。

家形
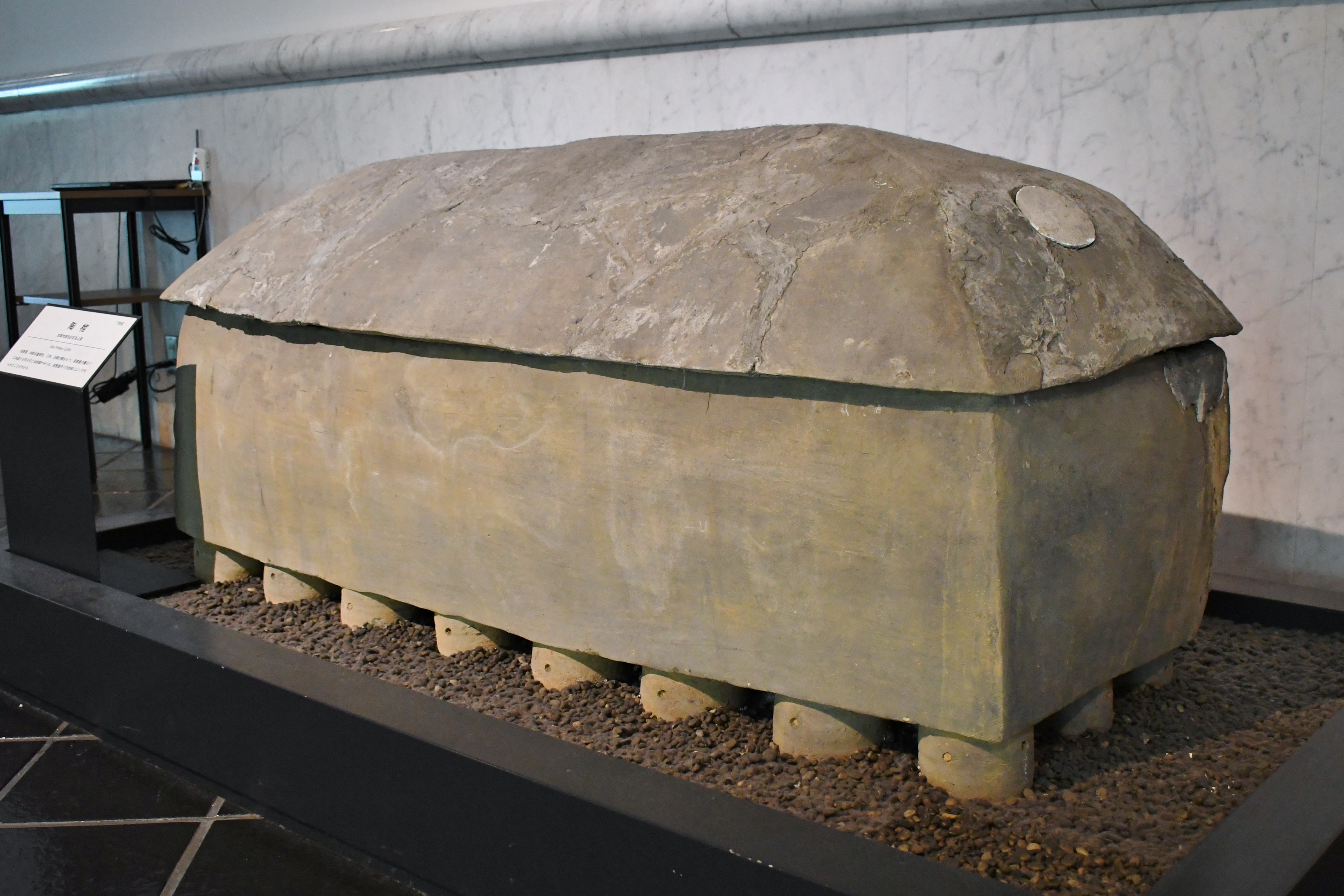
西京区石見上里出土棺 京都府京都市。京都大学総合博物館展示。
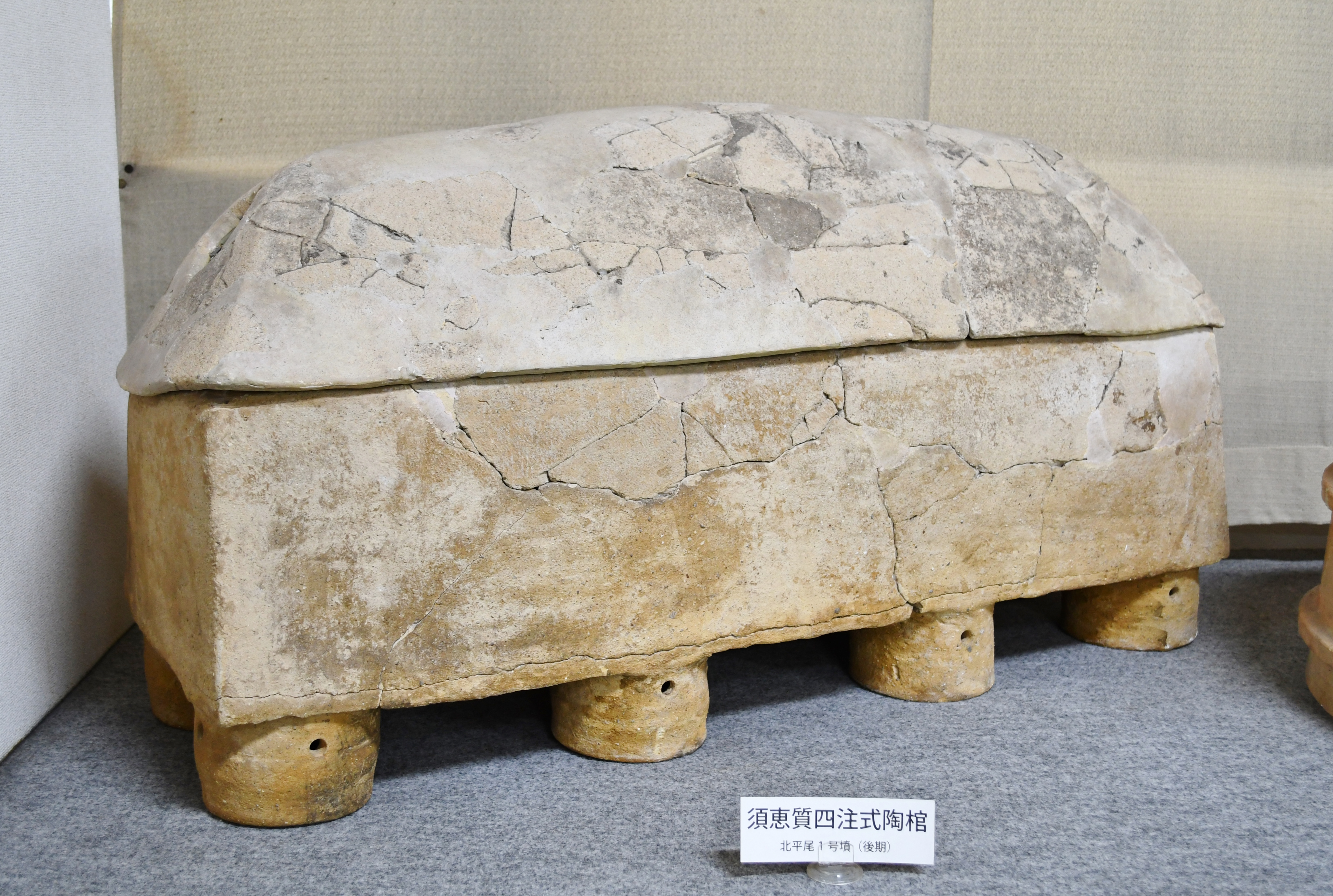
北平尾1号墳出土棺 京都府長岡京市。長岡京市立埋蔵文化財調査センター展示。
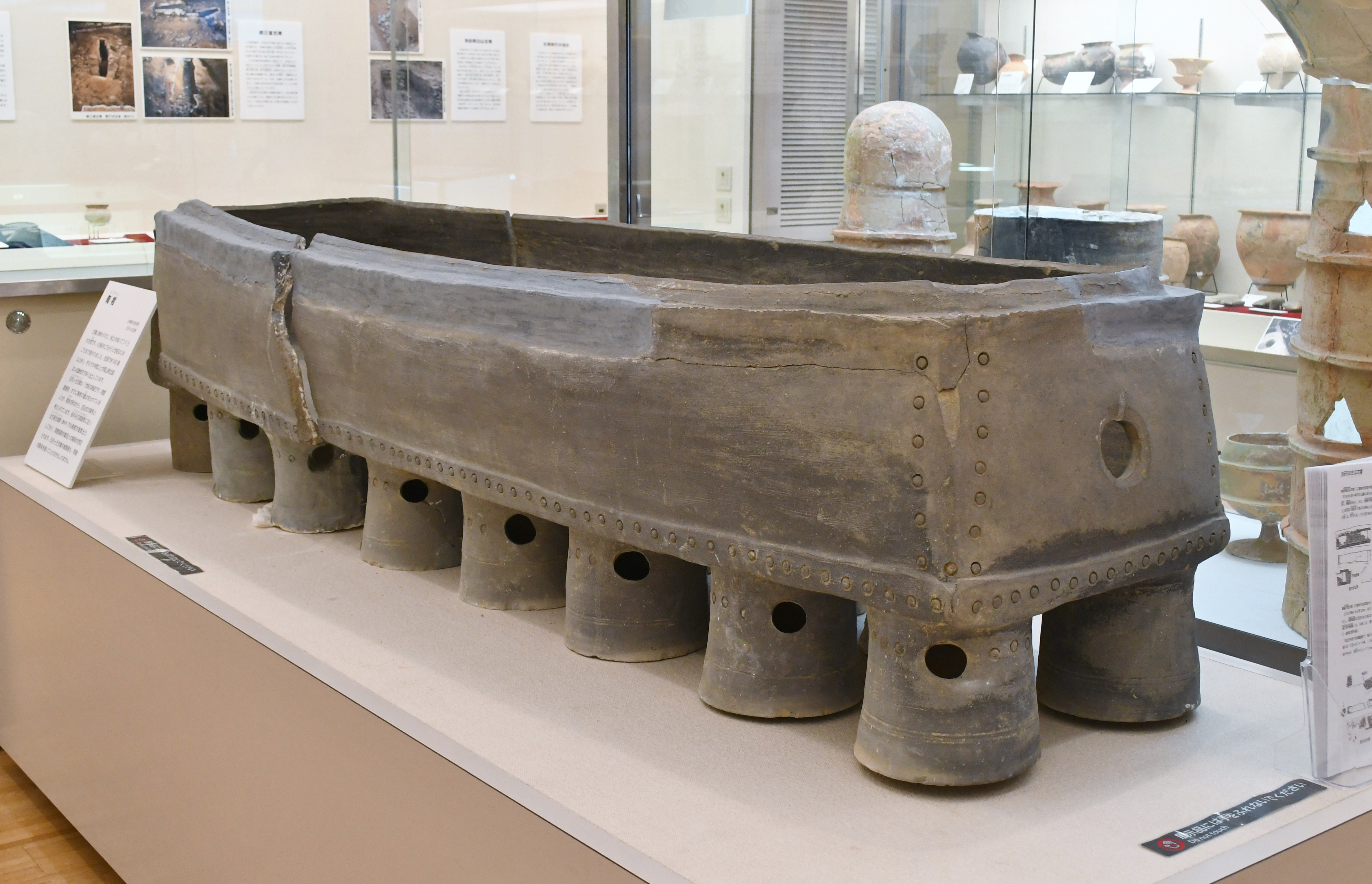
五月丘古墳出土棺 大阪府池田市。池田市立歴史民俗資料館展示。
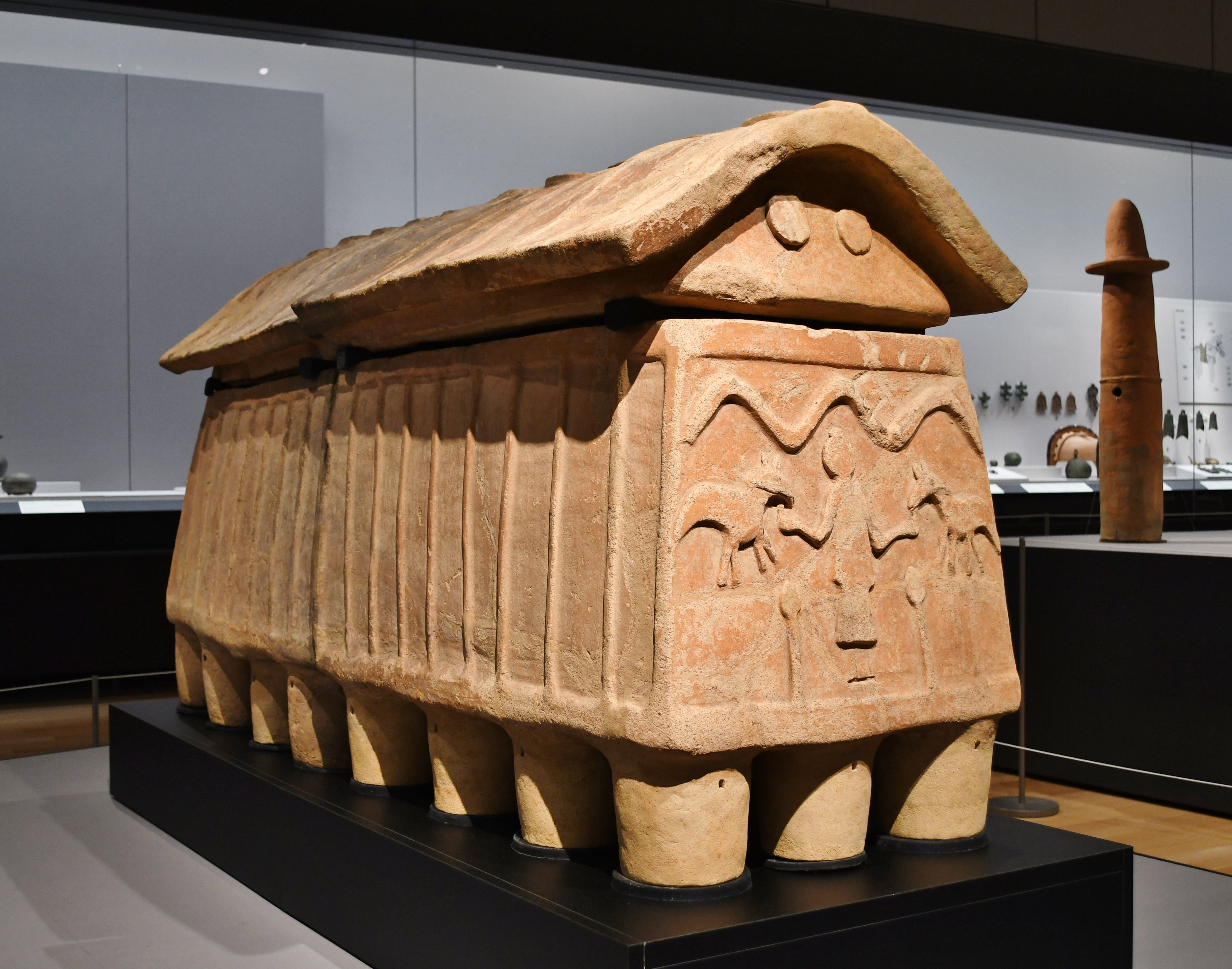
美作市平福出土棺 岡山県美作市。東京国立博物館展示。
本坊山古墳出土棺 岡山県瀬戸内市。東京国立博物館展示。

その他
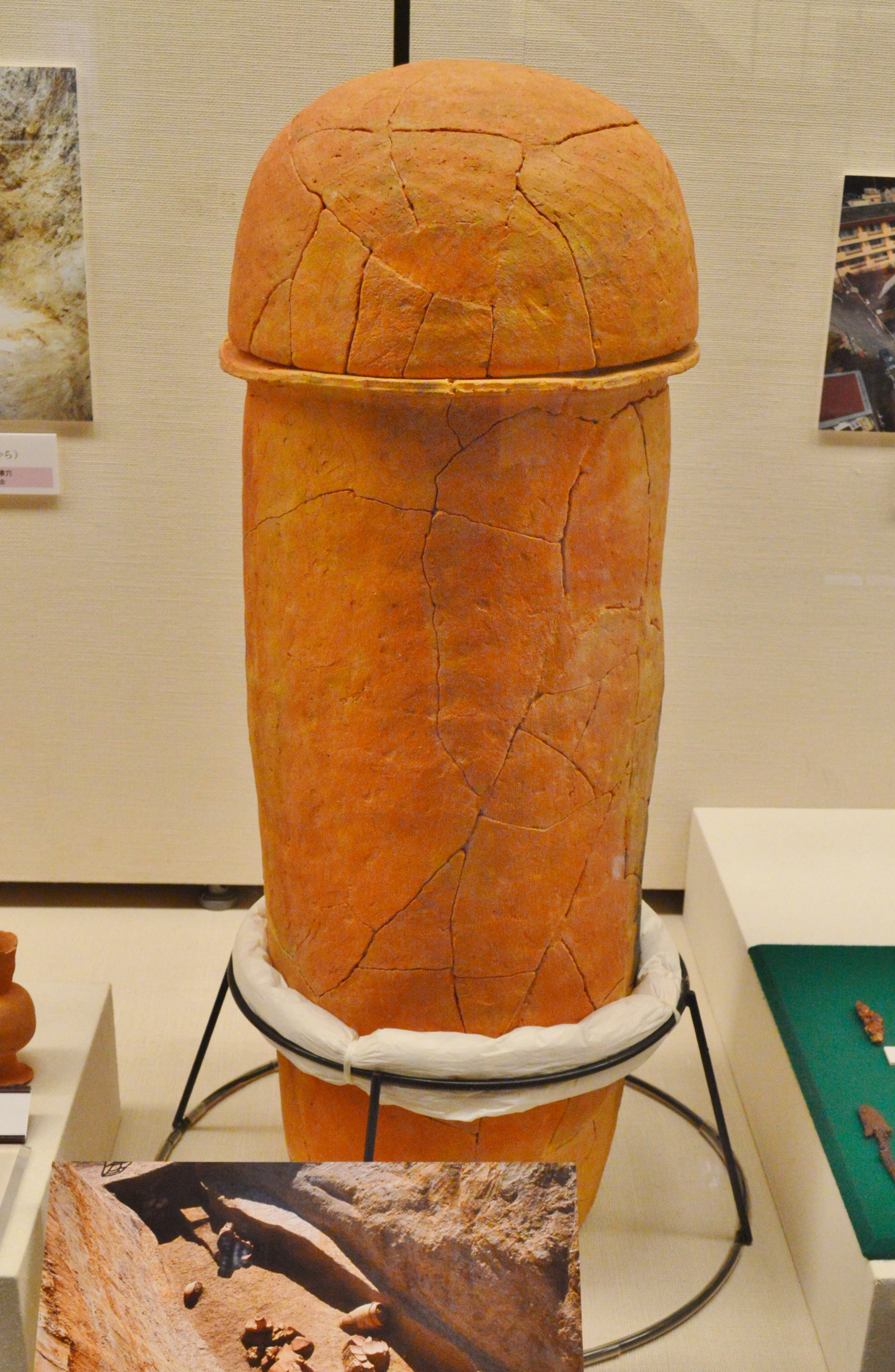
赤田横穴群8号墓出土棺（円筒形） 奈良県奈良市。大阪府立近つ飛鳥博物館企画展示時に撮影。
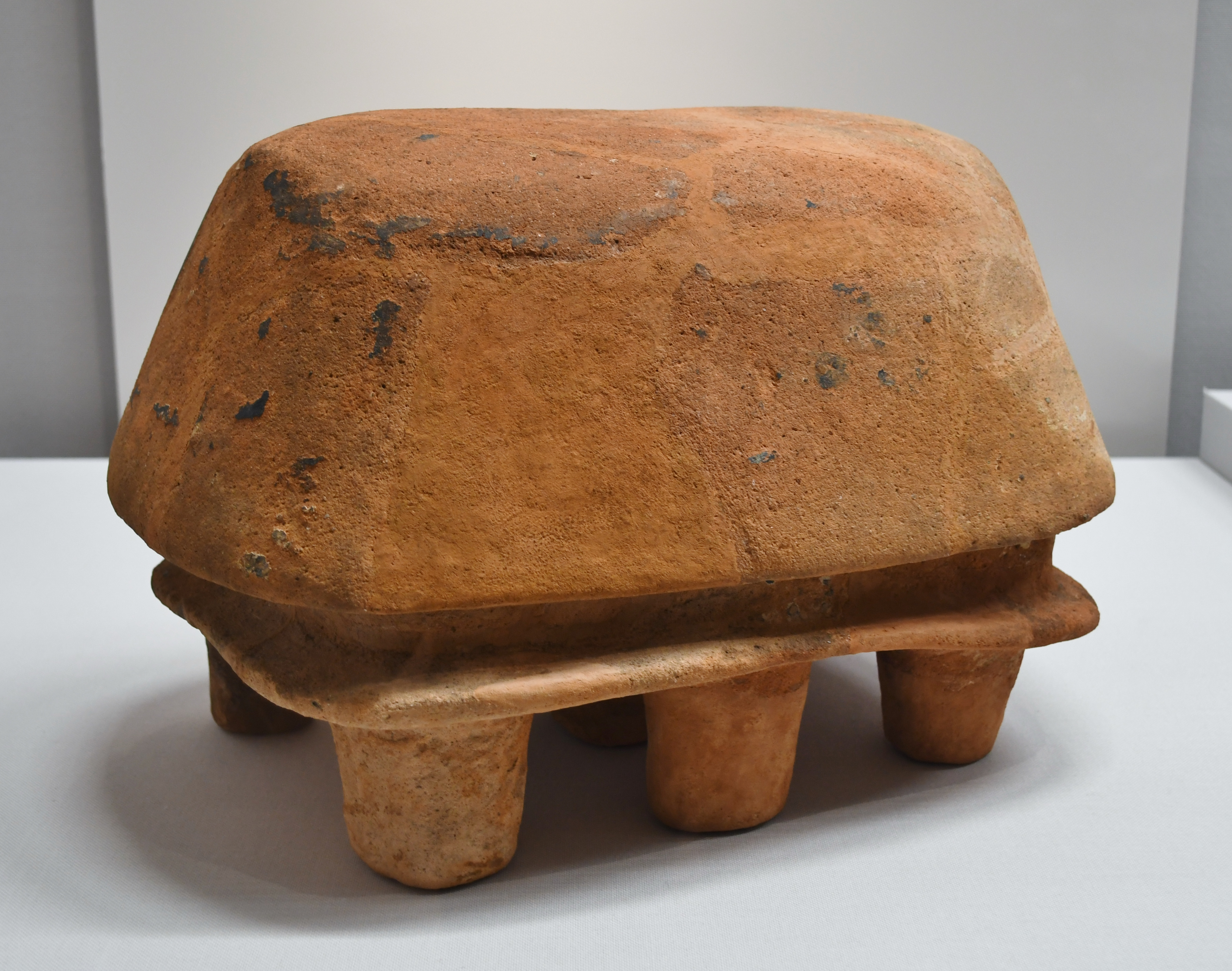
太田市太田字亀山出土棺（小型） 群馬県太田市。東京国立博物館展示。
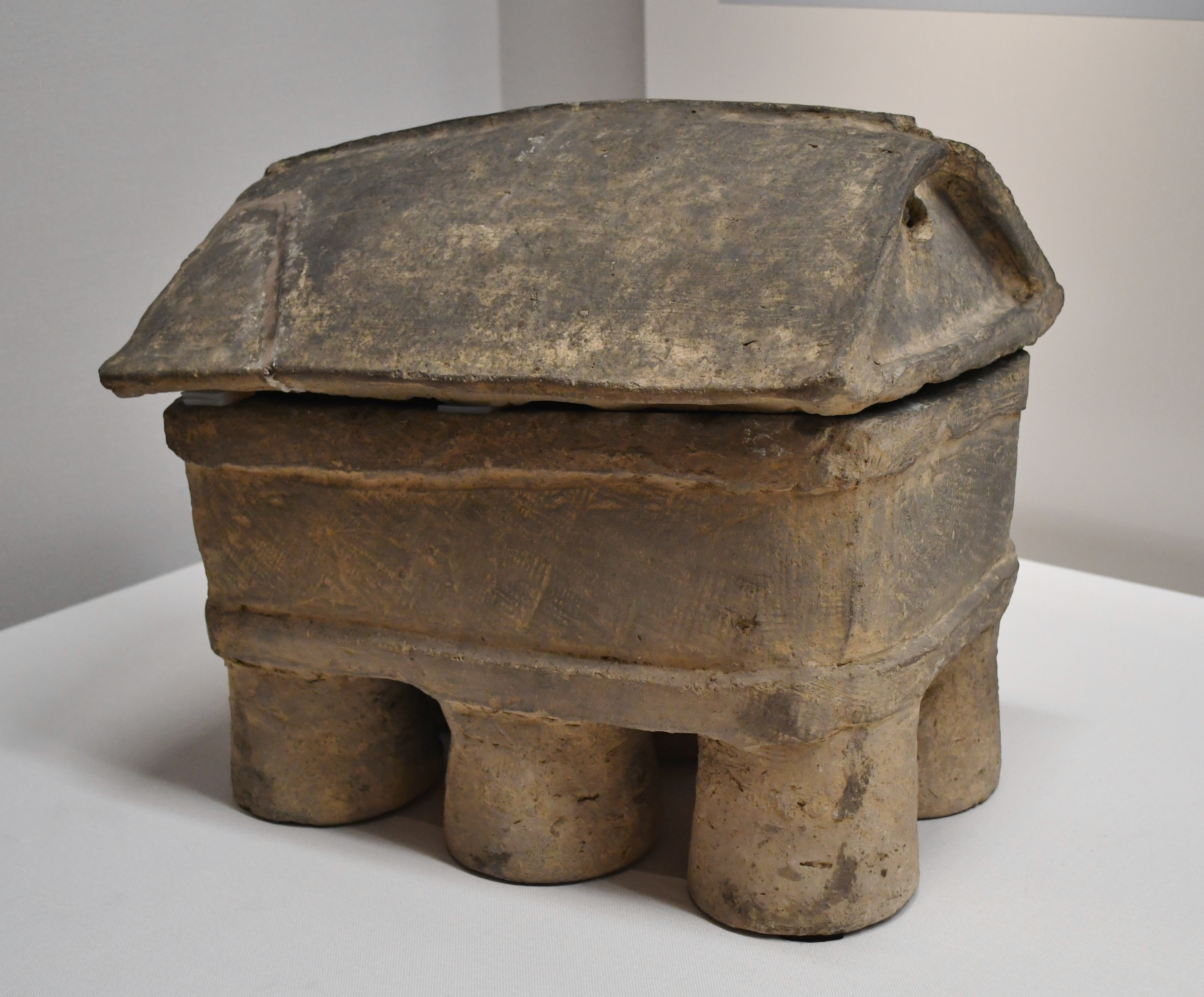
津山市河辺出土棺（小型） 岡山県津山市。東京国立博物館展示。